# Arroyo Naranjo
Arroyo Naranjo är en kommun i Kuba.   Den ligger i provinsen Provincia de La Habana, i den västra delen av landet, 15 km sydost om huvudstaden Havanna. Arroyo Naranjo ligger 88 meter över havet och antalet invånare är 210 053.
Terrängen runt Arroyo Naranjo är platt. Runt Arroyo Naranjo är det tätbefolkat, med 442 invånare per kvadratkilometer. Närmaste större samhälle är Havanna, 15,5 km nordväst om Arroyo Naranjo. Omgivningarna runt Arroyo Naranjo är en mosaik av jordbruksmark och naturlig växtlighet.